# 勒塞凯斯特尔
勒塞凯斯特尔（法語：Le Sequestre，亦作，法語發音：[lə sekɛstʁ]）是法国奥克西塔尼大区塔恩省的一个市镇，位于该省中北部，省会阿尔比市区以西，属于阿尔比区和大阿尔比城市圈公共社区。

## 地理
勒塞凯斯特尔（43°54'31"N, 2°6'43"E）面积5.42 平方千米，位于法国奧克西塔尼大區塔恩省，该省份为法国南部内陆省份，北起顺时针与阿韦龙省、埃罗省、奥德省、上加龙省和塔恩-加龙省接壤。
与勒塞凯斯特尔接壤的市镇（或旧市镇、城区）包括：阿尔比、卡尔吕。

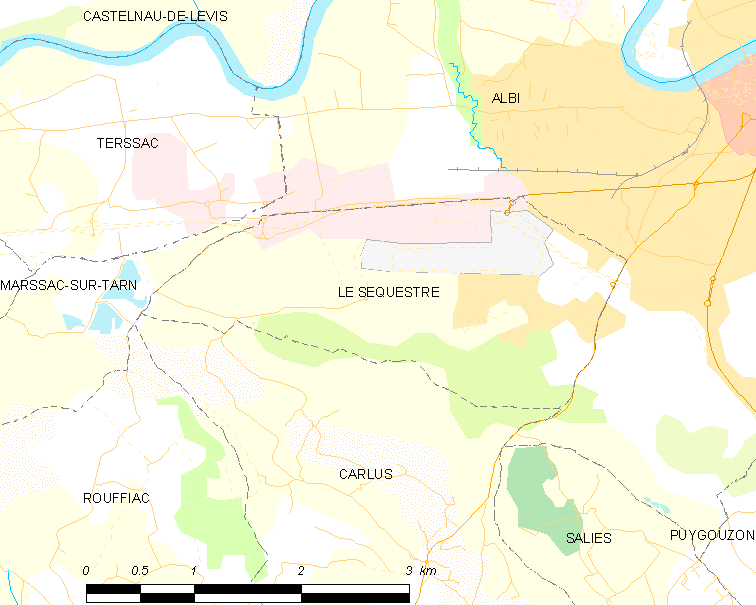
勒塞凯斯特尔的OSM定位图

勒塞凯斯特尔的时区为UTC+01:00、UTC+02:00（夏令时）。

## 行政
勒塞凯斯特尔的邮政编码为81990，INSEE市镇编码为81284。

## 政治
勒塞凯斯特尔所属的省级选区为阿尔比第二县。

## 人口

1962-2008年间勒塞凯斯特尔人口变化图示

勒塞凯斯特尔于2022年1月1日时的人口数量为2025人。